# بيبرس آاش (تشيشير)
بيبرس آاش (بالإنجليزية: Piper's Ash)‏ هي قرية تقع في المملكة المتحدة في شمال غرب إنجلترا.